# Landtagswahlkreis Lilienfeld
Der Wahlkreis Lilienfeld (Wahlkreis 10) ist ein Wahlkreis in Niederösterreich, der den politischen Bezirk Lilienfeld umfasst. Bei der Landtagswahl 2013 ging die Österreichische Volkspartei (ÖVP) mit 49,1 % als stärkste Partei hervor, wobei keine der kandidierenden Parteien das Grundmandat im Wahlkreis erringen konnte.

## Geschichte
Niederösterreich war bis 1992 in vier Wahlkreise unterteilt, wobei der Bezirk Lilienfeld zum Landtagswahlkreis Viertel ober dem Wienerwald gehörte. Mit der Landtagswahlordnung 1992 wurde die Zahl der Wahlkreise auf 21 erhöht und der Bezirk Lilienfeld zu einem eigenen Wahlkreis erhoben.
Seit der Schaffung des Wahlkreises erreichte die Österreichische Volkspartei (ÖVP) bei vier der fünf Landtagswahlen im Wahlkreis Lilienfeld die relative Mehrheit, wobei das Ergebnis der Volkspartei zwischen 39,5 und 51,2 % schwankte. Ihr bisher bestes Ergebnis schaffte die ÖVP bei der Landtagswahl 2008 mit 51,2 %, als sie als erste Partei einmalig die absolute Stimmenmehrheit erreichte. Bei der letzten Landtagswahl im Jahr 2013 erreichte die ÖVP 49,1 %. Trotz dieser Ergebnisse kam die ÖVP, ebenso wie alle anderen kandidierenden Parteien auf Grund nur eines Grundmandates im Wahlkreis auf ein Direktmandat.
Die Sozialdemokratische Partei Niederösterreich (SPÖ) belegte bei jeder Landtagswahl seit 1998 im Wahlkreis Lilienfeld den zweiten Platz, im Jahr 1993 wurde sie stimmenstärkste Partei. Ihr bestes Ergebnis erzielte sie hingegen 2003 mit 41,2 %, zuvor war sie auf 40,2 bzw. 38,3 % gekommen. 2008 sackte die SPÖ auf 32,2 ab, wobei sie auch bei der Landtagswahl 2013 5 % verlor. Dadurch kam die SPÖ 2013 mit 27,4 auf ihr bisher schlechtestes Ergebnis im Wahlkreis, wenngleich ihr Ergebnis hier noch deutlich über dem Landesdurchschnitt lag.
Die Freiheitliche Partei Österreichs (FPÖ) konnten im Wahlkreis Lilienfeld bisher bei drei der fünf Wahlen den dritten Platz belegen, wobei sie 1998 mit 14,7 % ihr bisher bestes Ergebnis erreichte. In der Folge stürzte sie aber im Zuge der Affäre um Peter Rosenstingl auf 4,3 % ab und landete damit 2003 hinter den Grünen auf Platz vier. Nachdem die FPÖ 2008 wieder auf 9,6 % zulegen konnte, sank ihr Stimmenanteil 2013 wieder auf 7,7 % ab.
Die Grünen – Die Grüne Alternative (GRÜNE) konnten sich zwischen 1993 und 2013 langsam aber sukzessive von 2,8 auf 5,9 % steigern. 2003 belegten sie auf Grund der Schwäche der FPÖ kurzfristig Platz 3. 2013 fielen die Grünen jedoch durch das Antreten des Team Stronach (FRANK bzw. TS) auf den fünften Platz zurück. Das Team Stronach konnte hingegen bei seinem ersten Antreten im Wahlkreis Lilienfeld auf Anhieb 8,9 % erreichen und stieß dadurch auf den dritten Platz der kandidierenden Parteien vor.

## Wahlergebnisse
| Wahltermin      | GM |                    | ÖVP   | SPÖ   | FPÖ   | GRÜNE | Sonstige |
| 16. Mai 1993    |    | Stimmenanteile (%) | 39,52 | 40,15 | 11,81 | 2,84  | 5,68     |
| 16. Mai 1993    | 1  | Grundmandate       | 0     | 0     | 0     | 0     | 0        |
| 22. März 1998   |    | Stimmenanteile (%) | 40,26 | 38,27 | 14,67 | 3,10  | 3,69     |
| 22. März 1998   | 1  | Grundmandate       | 0     | 0     | 0     | 0     | 0        |
| 30. März 2003   |    | Stimmenanteile (%) | 48,39 | 41,16 | 4,25  | 4,57  | 1,62     |
| 30. März 2003   | 1  | Grundmandate       | 0     | 0     | 0     | 0     | 0        |
| 9. März 2008    |    | Stimmenanteile (%) | 51,24 | 32,19 | 9,64  | 4,67  | 2,27     |
| 9. März 2008    | 1  | Grundmandate       | 0     | 0     | 0     | 0     | 0        |
| 3. März 2013    |    | Stimmenanteile (%) | 49,07 | 27,44 | 7,67  | 5,86  | 9,96     |
| 3. März 2013    | 1  | Grundmandate       | 0     | 0     | 0     | 0     | 0        |
| 28. Jänner 2018 |    | Stimmenanteile (%) | 48,63 | 29,49 | 13,84 | 4,41  | 3,63     |
| 28. Jänner 2018 | 1  | Grundmandate       | 0     | 0     | 0     | 0     | 0        |
| 29. Jänner 2023 |    | Stimmenanteile (%) | 37,61 | 28,17 | 24,85 | 4,77  | 4,60     |
| 29. Jänner 2023 | 1  | Grundmandate       | 0     | 0     | 0     | 0     | 0        |